# Valencogne
Valencogne település Franciaországban, Isère megyében. Lakosainak száma 681 fő (2022. január 1.). Valencogne Chassignieu, Chélieu, Saint-Ondras, Val-de-Virieu és Villages du Lac de Paladru községekkel határos.

## Népesség
A település népessége az elmúlt években az alábbi módon változott:
| Lakosok száma | 328  | 317  | 410  | 556  | 629  | 662  | 689  | 698  | 692  | 681  |
|               | 1968 | 1982 | 1990 | 2006 | 2013 | 2015 | 2017 | 2019 | 2020 | 2022 |